# 볼거리바이러스

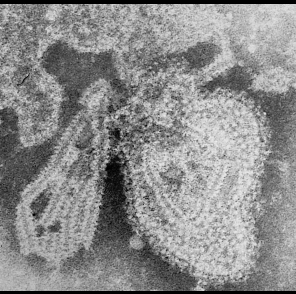
투과전자현미경으로 촬영한 볼거리 바이러스 입자.

볼거리바이러스(Mumps orthorubulavirus, MuV)는 볼거리를 일으키는 바이러스를 말한다. 볼거리는 귀밑샘, 침샘 및 다른 상피 조직의 비대증으로 진단할 수 있기도 하나, 더욱 정밀한 진단을 위해서 바이러스 검출, 볼거리 특이 항체 검출, 혈청 아밀라아제 측정을 이용하기도 한다. 주요 증상으로는 피로감, 두통, 식욕저하, 미열, 침샘의 비대가 있다. 또한 볼거리는 또한 근육통, 청력 저하, 수막염, 췌장염, 고환염, 난소염을 일으키기도 하며 심지어는 사망에 이를 수도 있다. 대부분의 환자에서는 상기한 증상 중 여러가지가 나타나나, 증상이 거의 없거나 아예 나타나지 않는 경우도 있다. 자연 상태에서 사람이 유일한 숙주이며, 주로 환자와의 접촉이나 비말 혹은 오염된 물체와 접촉 함으로써 전염된다. 중추신경계의 뇌실막에 감염되기도 한다.
최근 몇 년 사이에도 유행 사례가 나타나지만 백신으로 예방할 수 있는 바이러스다. 한 번 볼거리를 앓은 환자는 극히 드문 경우를 제외하고는 다시 볼거리에 걸리지 않는다.
볼거리바이러스는 2018년까지만 해도 루불라바이러스속(rubulavirus)에 속하였으나, 해당 속이이 아과로 승격됨에 따라 오르소루불라바이러스속(Orthorubulavirus)으로 새로 분류된다.

## 형태학과 유전형
거친 구형의 작은 외피로 둘러싸여 있으며 120에서 450nm의 직경을 가지는데, 이는 파라믹소바이러스의 공통적 특징이다. 전자현미경으로 바이러스를 관찰할 수 있다.
바이러스 입자는 외피와 리보핵단백질 복합체(RNP)로 구성되어있다. 또한 이 복합체는 유전체인 단일가닥 선형 RNA를 뉴클레오캡시드 단백질(NP)가 RNA 중합효소 복합체와 함께 둘러싸고 있는 형태인데, 이 중합효소 복합체는 다시 큰(L) 부속단위와 인단백질(P) 부속단위로 나눌 수 있다. 대략 2,000개의 NP 분자들이 250개의 P 부속단위와 25개의 L 부속단위와 함께 유전체를 둘러싸고 있는 것으로 추정된다.
리보핵단백질 구조는 비리온을 고르게 둘러싸고있는 기질(M) 단백질을 통해 바이러스 외피와 상호작용한다. 볼거리바이러스의 외피는 숙주세포의 세포막에서 기원한 지질 이중층으로 이루어져있다. 많은 수의 당단백질이 외피에 붙어서 바이러스가 숙주에 침입하고 나오는 것을 돕는데, 이 바이러스의 당단백질로는 헤마글루티닌 뉴라미니다아제(HN)와 융합 단백질(F), 그리고 작은 소수성 단백질(SH)이 있다.
유전형은 12개가 존재하며 각각 A에서 N까지의 알파벳으로 표시한다. 유전형은 작은 소수성 단백질(SH)의 유전자 서열로 구분한다. 항원형은 단 하나만 존재한다.

## 예방접종

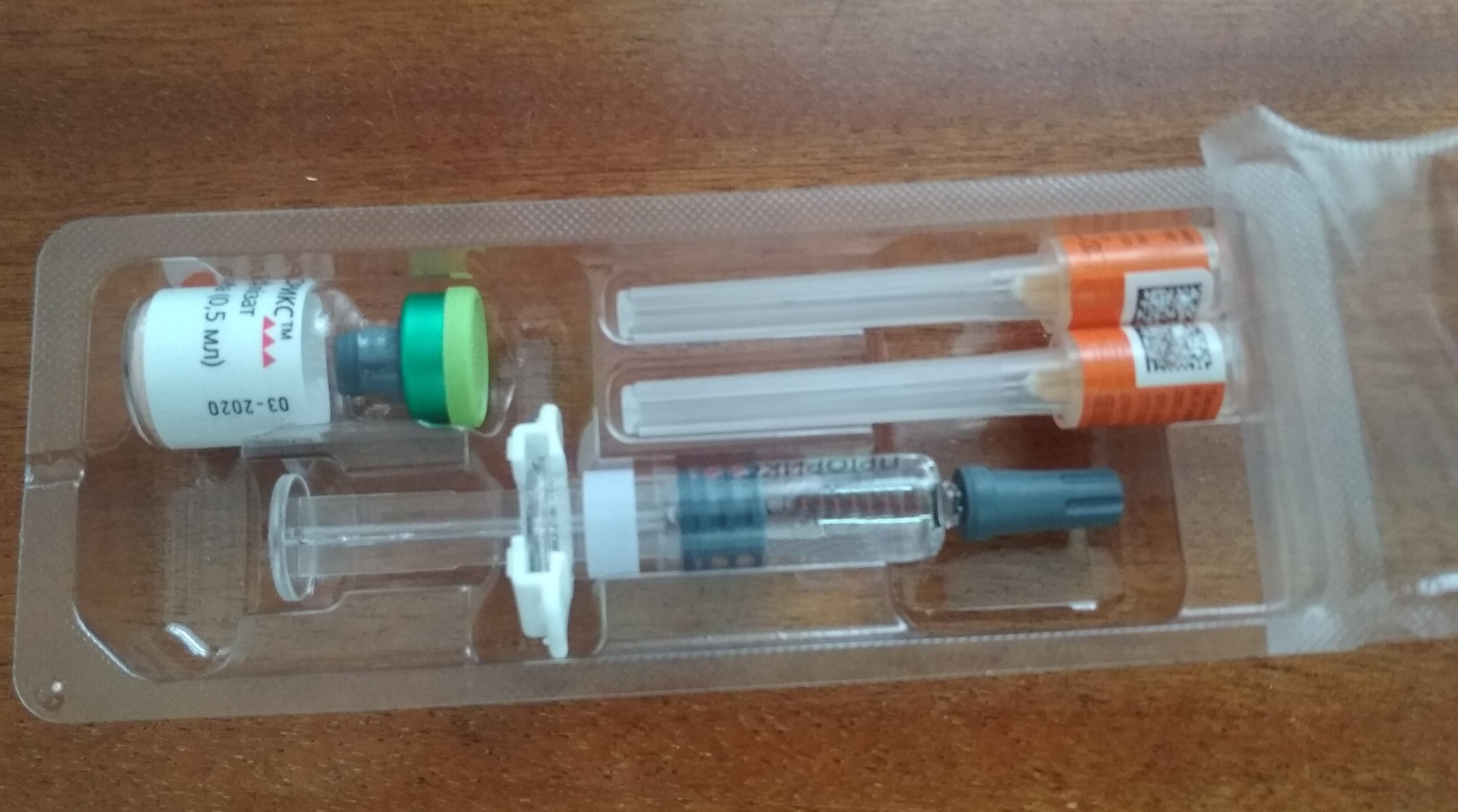
백신

백신으로 사용되는 바이러스주(strain)로는 제릴 린, L-Zagreb, Rubini, Urabe주가 있다. 12개월에서 15개월 사이의 유아들에게는 MMR(measles-mumps-rubella, 홍역 볼거리 풍진)백신을 주로 접종하며, 4세에서 6세 사이의 아이들에게는 수두(varicella) 백신을 추가해 MMRV백신을 접종한다. 백신을 한 번 맞는 경우에는 예방효과가 78%(49~91%)에서 그치는 반면, 두 번 접종하는 경우에는 88%(31~95%)의 예방효과가 있음이 보고되었다. 대부분의 경우 부작용이 나타나지 않지만, 일부 경우에서는 경미한 발진과 미열, 일시적인 관절통이 관찰되었다.

## 참고 문헌
- “Mumps virus”. 《NCBI Taxonomy Browser》. 11161.